# フランシス・ボーフォート

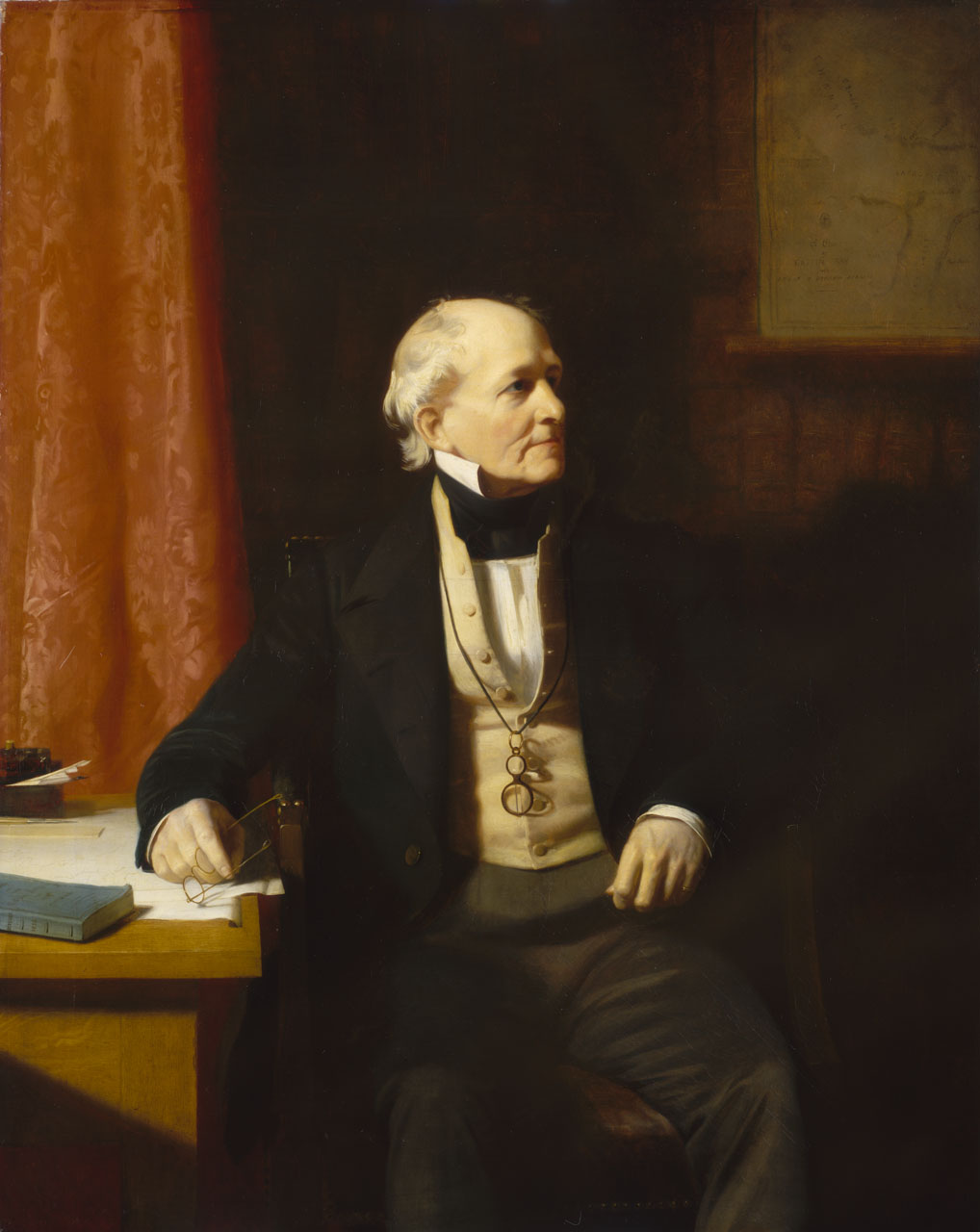
サー・フランシス・ボーフォート

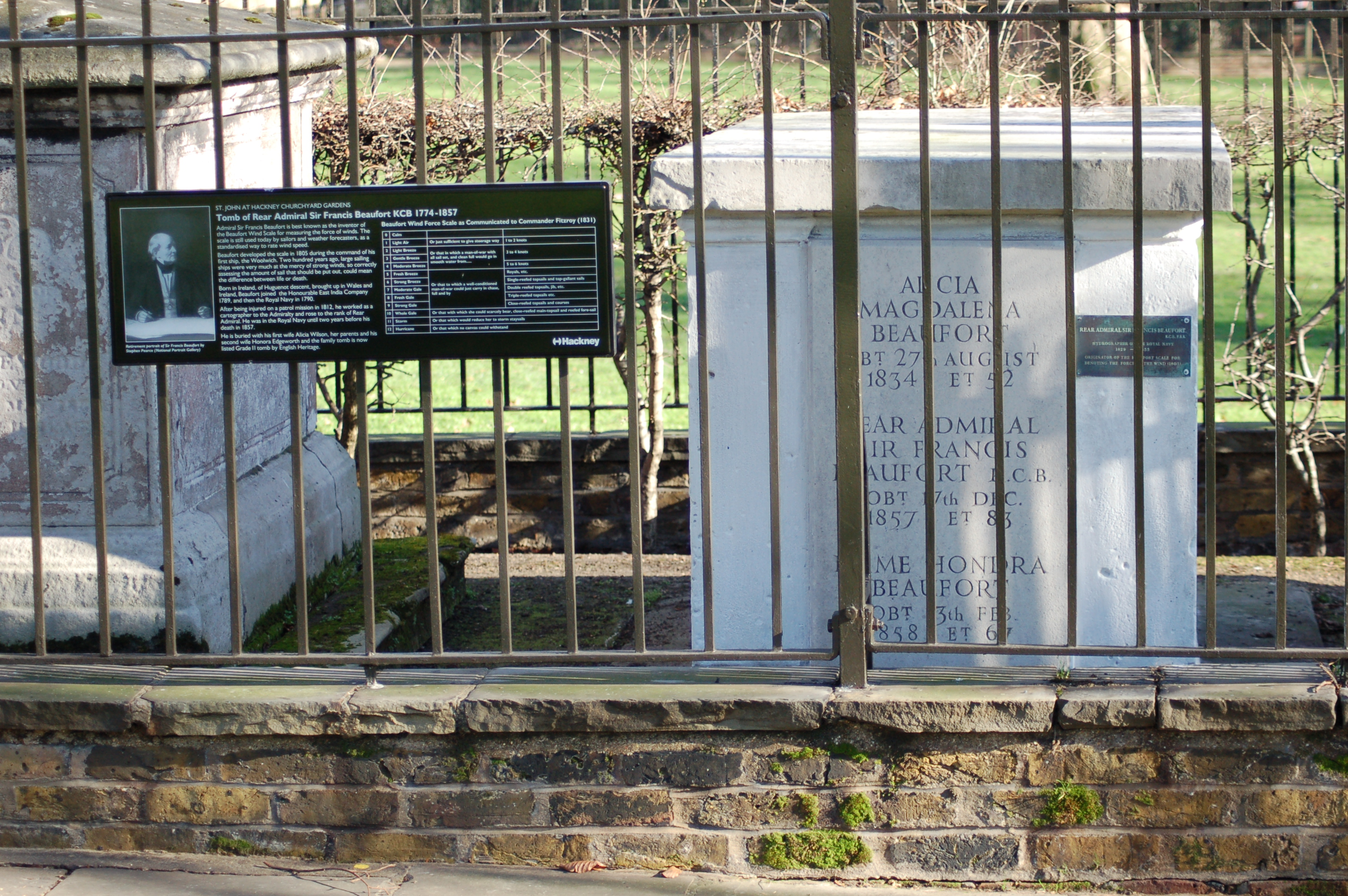
ロンドンの聖ジョン・アット・ハックニー教会にあるボーフォートの墓

サー・フランシス・ボーフォート（Sir Francis Beaufort、1774年5月7日 - 1857年12月17日）は、アイルランド出身のイギリス海軍少将，当時水路学の第一人者であった。

## 経歴
最初、商船の船乗りになり、イギリス海軍に入ってからは海図作成に活躍し、イギリス周囲だけでなくトルコ・アナトリアや南米ラプラタ川まで調査した。地理・海洋・天文・測地・気象の学会と政府の橋渡し役として、ビーグル号計画ではロバート・フィッツロイの相談を受けてダーウィン乗船を勧めた。またジェイムズ・クラーク・ロスの南極探検では地磁気測定を支援した。ビューフォート風力階級は、ボーフォートが航海日誌に自身の定義で記したもので、1839年から正式に定義付けられ、広く使われるようになった。
1857年に死去した。墓所はロンドンの聖ジョン・アット・ハックニー教会。
カナダ北極圏ボーフォート海と南極ボーフォート島にその名を残す。